# Фаверж-де-ла-Тур
Фаверж-де-ла-Тур (фр. Faverges-de-la-Tour) — коммуна во Франции, находится в регионе Рона — Альпы. Департамент коммуны — Изер. Входит в состав кантона Тур-дю-Пен. Округ коммуны — Ла-Тур-дю-Пен.
Код INSEE коммуны — 38162. Население коммуны на 1999 год составляло 1107 человек. Населённый пункт находится на высоте от 285 до 432 метров над уровнем моря. Муниципалитет расположен на расстоянии около 440 км юго-восточнее Парижа, 60 км восточнее Лиона, 50 км севернее Гренобля. Мэр коммуны — M. Thierry Semanaz, мандат действует на протяжении 2001—2008 гг.
Динамика населения (INSEE):